# 道峰山抱川線
道峰山抱川線（トボンサンポチョンせん）は、京畿道議政府市にある長岩駅から同道抱川市の抱川駅を結ぶ広域電鉄の路線である。
開業時期は未定だが、開業後は ソウル交通公社7号線として運行される予定である。